# Бичмонт (Кентаки)
Бичмонт (енгл. Beechmont) насељено је место без административног статуса у америчкој савезној држави Кентаки.

## Демографија
По попису из 2010. године број становника је 689.
| Група             | 2000.    | 2010.       |
| Белци             | 0 (0,0%) | 676 (98,1%) |
| Афроамериканци    | 0 (0,0%) | 5 (0,7%)    |
| Азијати           | 0 (0,0%) | 0 (0,0%)    |
| Хиспаноамериканци | 0 (0,0%) | 6 (0,9%)    |
| Укупно            | 0        | 689         |